# Орро, Алессия
Алессия Орро (итал. Alessia Orro; род. 18 июля 1998, Нарболия, провинция Ористано, область Сардиния, Италия) — итальянская волейболистка, связующая. Олимпийская чемпионка 2024, Чемпионка Европы 2021.

## Биография
Волейбольная карьеры Алессии Орро началась в команде «Ариете» из Ористано, где спортсменка выступала как за молодёжный, так и за основной состав (в серии С чемпионата Италии) в амплуа сначала центральной блокирующей, а затем диагональной нападающей. В 2013 приглашена в команду «Клуб Италия», являвшуюся базовой для юниорской сборной страны, в которой стала выступать на позиции связующей и в 2015 дебютировала в серии А1 национального чемпионата.
В 2017—2020 Орро играла в команде «Унет-Ямамай» (Бусто-Арсицио). С ней выиграла Кубок Европейской конфедерации волейбола (ЕКВ) и «серебро» Кубка Италии. В 2020 перешла за «Саугеллу» из Монцы, с которой в 2021 вторично стала обладателем Кубка ЕКВ. В 2025 заключила контракт с турецким ВК «Фенербахче».
В 2015 Орро дебютировала сразу в трёх сборных Италии — юниорской (чемпионаты Европы и мира среди девушек), молодёжной (чемпионат мира) и национальной (Гран-при). В составе национальной команды участвовала в Олимпийских играх, становилась бронзовым призёром чемпионата Европы 2019, а в 2021 выиграла «золото» континентального первенства, войдя в символическую сборную турнира в качестве лучшей связующей.
В 2024 году на Олимпийских играх в Париже выиграла «золото» Игр и вошла в символическую сборную турнира в качестве лучшей связующей.

### Клубная карьера
- 2011—2013 —  «Ариете» (Ористано);
- 2013—2017 —  «Клуб Италия» (Рим);
- 2017—2020 —  «Унет-Ямамай» (Бусто-Арсицио);
- 2020—2025 —  «Саугелла»/«Веро Воллей» (Монца);
- с 2025 —  «Фенербахче» (Стамбул).

## Достижения

### Со сборными Италии
- Олимпийская чемпионка 2024.
- бронзовый призёр чемпионата мира 2022.
- серебряный призёр Мирового Гран-при 2017.
- 3-кратная чемпионка Лиги наций — 2022, 2024, 2025.
- чемпионка Европы 2021;
  - бронзовый призёр чемпионата Европы 2019.
- бронзовый призёр молодёжного чемпионата мира 2015.
- чемпионка мира среди девушек 2015.

### С клубами
- 3-кратный серебряный (2022, 2023, 2025) и двукратный бронзовый (2021, 2024) призёр чемпионатов Италии.
- 3-кратный серебряный призёр Кубка Италии — 2020, 2024, 2025.

- серебряный (2024) и бронзовый (2025) призёр Лиги чемпионов ЕКВ.
- двукратный победитель розыгрышей Кубка Европейской конфедерации волейбола — 2019, 2021;
- бронзовый призёр чемпионата мира среди клубных команд 2024.

### Индивидуальные
- 2015: лучшая связующая чемпионата Европы среди девушек.
- 2015: лучшая связующая чемпионата мира среди девушек.
- 2021: MVP Кубка ЕКВ.
- 2021: лучшая связующая чемпионата Европы.
- 2022: лучшая связующая Лиги наций.
- 2024: лучшая связующая Лиги наций.
- 2024: лучшая связующая Олимпийских игр.
- 2025: лучшая связующая Лиги чемпионов ЕКВ.
- 2025: лучшая связующая Лиги наций.